# СЕС Кам'янець-Подільська
СЕС «Кам'янець-Подільська» — сонячна електростанція введена в дію 19 березня 2019 року у селі Панівці Кам'янець-Подільського району Хмельницької області.

## Про станцію
Пікова потужність станції становить 63,8 МВт і за цим показником вона є другою в Україні. Заплановане щорічне виробництво електроенергії складе 68,2 ГВт/рік, що дозволить забезпечити нею третину з 13 000 домогосподарств у місті Кам'янець-Подільський. Виробництво екологічно чистої електроенергії станцією «Кам'янець-Подільська» дозволить забезпечити скорочення викидів вуглекислого газу на 67 тисяч тон щороку.

## Інвестори
Інвестори проекту на паритетних засадах — група ICU і американський фонд VR Capital Group. Загальний обсяг інвестицій у будівництво СЕС «Кам'янець-Подільська» склав біля 55 млн дол. США.

## Будівництво
Проектування і будівництво СЕС «Кам'янець-Подільська» тривало 7 місяців і створило біля 300 нових робочих місць. На станції встановлено 220 тисяч монокристалічних модулів Longi Solar, а також силові трансформатори компанії ETD. Генеральним підрядником будівництва виступила українська компанія KNESS. Більше 50 % комплектуючих станції виготовлено на українських підприємствах.